# Curtișoara (gmina)
Curtișoara – gmina w Rumunii, w okręgu Aluta. Obejmuje miejscowości Curtișoara, Dobrotinet, Linia din Vale, Pietrișu, Proaspeți i Raițiu. W 2011 roku liczyła 4192 mieszkańców.